# ملعب المرج
ملعب المرج هو ملعب متعدد الأغراض. ويستخدم حاليا في الغالب في مباريات كرة القدم ولكن هناك عدة ملاعب أخرى لكرة السلة والكرة الطائرة وكرة الصالات.
كما يوجد هناك صالات لألعاب الكاراتيه والكونج فو والتايكوندو ورفع الأثقال وتنس الطاولة.
وفي عام 2003 تم عمل أضواء ومدرجات لملعب المرج تسع 2,000 مشجع.
يلعب نادي المرج الرياضي جميع مبارياته علي ملعب المرج.
- السعة : 2,000 مشجع.
- العنوان : شارع المركز الإجتماعى, المرج.
- الموقع : القاهرة, مصر.